# Kamp Oranjekanaal
Kamp Oranjekanaal was tijdens de Tweede Wereldoorlog een werkkamp voor Joden. Kamp Oranjekanaal was een schuur in het Drentse streekdorp Oranje, dat gelegen is aan het Oranjekanaal, waar het kamp naar is vernoemd. Als postadres werd meestal Hijkersmilde genoemd.

## Geschiedenis
De meeste werkkampen bestonden uit barakken maar dit werkkamp bestond uit een grote boerenschuur op de landerijen van de aardappelfabriek in de Drentse plaats Oranje. In de schuur waren kamertjes gemaakt waarin stapelbedden en een kacheltje stonden. Alle kamertjes hadden een raampje. Boven de keuken was woonruimte voor de beheerder.
In 1942 werd het kamp bewoond door 80 Joodse dwangarbeiders die op de fabriek werkten, de aardappeloogst moesten binnenhalen en graafwerkzaamheden moesten verrichten. Ze mochten buiten werktijden het dorp in.
Begin oktober werden alle Joden uit alle Nederlandse kampen naar Kamp Westerbork gedeporteerd. Vanuit Kamp Oranjekanaal moesten de arbeiders lopen.
De leegstaande schuur werd later door de Hitlerjugend gebruikt.